# Dicrodiplosis fulva
Dicrodiplosis fulva är en tvåvingeart som först beskrevs av Ephraim Porter Felt 1915.  Dicrodiplosis fulva ingår i släktet Dicrodiplosis och familjen gallmyggor. Inga underarter finns listade i Catalogue of Life.